# Vacunas elaboradas con algas
Las vacunas elaboradas con algas, son un tipo de vacunas que por lo general combina una vacuna con ADN recombinado desarrollada genéticamente y un adyuvante inmunológico en la micro alga C. reinhardtii. Luego la micro alga es liofilizada y administrada por vía oral. Aunque en el pasado se ha aprobado la producción comercial de vacunas basadas en plantas, en el año 2002 todas las vacunas basadas en algas comestibles todavía se encontraban en la etapa de ensayos pre-clínicos. A causa del costo relativamente bajo del cultivo de algas, la liberación al mercado de vacunas basadas en algas comestibles tendrá un impacto importante en la administración y distribución de inmunizaciones en poblaciones pobres.

## Historia
El primer registro de un antígeno de vacuna a base de alga corresponde al año 2003, el mismo consistió en un antígeno para la fiebre aftosa combinado con la toxina subunidad B del cólera que depositaba el antígeno en las superficies de la mucosa digestiva en ratones. La vacuna se cultivó en el alga C. reinhardtii y se administró como vacuna oral a los ratones, pero su eficacia fue pobre a causa de los bajos niveles de antígeno en la vacuna.
En el año 2007, se produjo un virus de fiebre porcina clásica (CSFV) en C. reinhardtii, que logró inmunizar a ratones a los que se les administró mediante inyección subcutánea la vacuna pero no en los casos en que se suministró por vía oral. No se proveyeron coadyuvantes (sistema de suministro) en el caso de ratones vacunados por vía oral.
Se han realizado otros estudios en C. reinhardtii y sus resultados han dependido en gran medida de los ritmos de expresión de antígenos, las concentraciones de anticuerpo obtenidas del antígeno y el coadyuvante(sistema de suministro) mediante el cual se ha administrado la vacuna.
En el 2012, ensayos pre-clínicos realizados en ratones utilizando algas comestibles basados en la vacuna de la malaria fueron parcialmente exitosos. Utilizando una proteína de fusión producida por un alga comestible, de la proteína de la membrana de malaria pfs25 y la proteína ligante gangliósido ctxB, los investigadores tuvieron éxito en inducir la producción de anticuerpos IgA en ratones. Los anticuerpos IgA por lo general residen en las superficies de mucosas lo cual coincide con el sitio de suministro de la vacuna. Sin embargo no fue posible observar, una producción significativa de anticuerpos IgG, que son los anticuerpos más comunes en circulación, en ratones que solo fueron inmunizados mediante la vacuna a base de algas comestibles.

## Lista de vacunas producidas en algas en etapas de estudios pre-clínicos
- Fiebre aftosa[5]
- Hepatitis B
- Virus de la fiebre porcina clásica
- Virus del síndrome de la mancha blanca
- Staphylococcus aureus (causa común de forúnculos, sinusitis)
- Malaria
- HPV

## El futuro de las vacunas a base de algas comestibles
Las algas constituyen una plataforma de expresión de elevada producción capaces de producir y alojar numerosas proteínas terapéuticas recombinables. Al año 2013, la toxina subunidad B del cólera era el adyuvante (mecanismo de suministro) más eficaz, sin embargo el desarrollo de un ligante más poderoso, una proteína inductora con inmuno respuesta o partícula se encuentra en desarrollo. La conveniencia y velocidad de crecimiento de las algas ofrece un método más eficiente para ensayar mecanismos de suministros con proteínas para nuevas vacunas .
Si bien las vacunas a base de algas, son relativamente baratas, probablemente no remplacen las estrategias de vacunación para enfermedades que en la actualidad se gestionan con las vacunas existentes, sin embargo las algas puden ser una plataforma útil para vacunas nuevas o para reemplazar vacunas sumamente caras para virus tales como el HPV.